# Katarina av Medici
Katarina av Medici, född Caterina Maria Romula di Lorenzo de' Medici 13 april 1519 i Florens, död 5 januari 1589 på Château de Blois, var drottning av Frankrike från 1547 till 1559 som gift med Henrik II av Frankrike. Hon var Frankrikes regent fem gånger: under makens frånvaro 1548, 1552 och 1553, under sin son Karl IX:s minderårighet 1560–1563, och som interimsregent 1574.  Hon utövade ett enormt inflytande över den franska regeringen som rådgivare åt sina söner under trettio års tid (1559–1589). 

## Biografi

### Tidiga år
Katarina av Medici var enda barn till Lorenzo II de' Medici och Madeleine de la Tour d'Auvergne. Hon blev föräldralös kort efter sin födelse. Större delen av sin uppväxt tillbringade hon därför i olika nunnekloster, och under en tid i Rom, hos sin släkting påven Leo X.
Som enda ättling till den första grenen i familjen Medici, fick hon titeln hertiginna av Florens. Hon var ensam arvtagare till sin mors förmögenhet, och ärvde år 1524 det franska grevskapet Auvergne av sin moster Anne de La Tour d'Auvergne. Med påven som garant på hennes fars sida, och med sin ställning som påvens släkting, hade hon ett visst värde på den politiska äktenskapsmarknaden. Hennes släkting, påven Clemens VII, förde många förhandlingar om att arrangera ett så fördelaktigt politiskt parti som möjligt.

### Kronprinsessa
År 1533 trolovades Katarina med den framtida Henrik II, andre son till kung Frans I av Frankrike, som då ännu inte var tronföljare utan endast hertig av Orleans. Vigseln ägde rum i Marseilles. År 1536 avled Henriks äldre bror, vilket gjorde Henrik till kronprins och Katarina till kronprinsessa. 

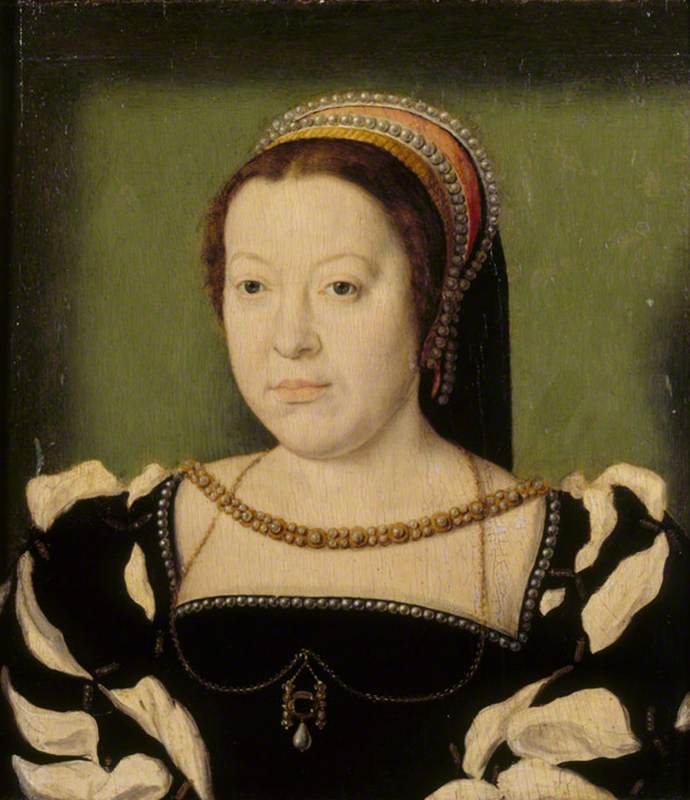
Katarina av Medici som kronprinsessa.

Katarina blev kyligt mottagen vid det franska hovet, eftersom hon ansågs ha alldeles för låg rang för att få gifta sig med en fransk prins. Henrik blev heller aldrig förälskad i henne, utan hade under hela deras äktenskap ett förhållande med Diane de Poitiers. Katarina hade däremot blivit olyckligt förälskad i sin make, men tvingades tyst acceptera Henrik och Dianes förhållande. 
Henriks ointresse för Katarina innebar ytterligare ett hot mot hennes ställning, eftersom han inte var intresserad av ett sexuellt samliv med henne, vilket lämnade äktenskapet barnlöst. Detta blev ett allvarligare problem när Henrik blev tronföljare, eftersom Katarinas barnlöshet berövade den franska tronen arvingar.  När hennes släkting påven dessutom avled, saknade hon en utländsk maktbas som kunde hjälpa henne och äktenskapet hotades av annullering. Först efter elva års äktenskap blev Katarina gravid och födde ett barn. När hon födde en tronarvinge år 1544 var hennes ställning bättre säkrad.  Under tolv år födde hon sedan tio barn, varav alla utom en var sjukliga.  Tre av de tio barnen dog som spädbarn.

### Drottning
Vid makens trontillträde 31 mars 1547 blev Katarina av Medici slutligen Frankrikes drottning. Hon kröntes i Klosterkyrkan Saint-Denis i Paris 10 juni 1549. 
Under sin tid som drottning levde Katarina i skuggan av Diane de Poitiers, som var Henriks livslånga kärlekspartner och politiska rådgivare, och vars dotter Françoise de Brézé blev hennes första hovdam.  Diane övervakade med Henriks godkännande uppfostran av kungabarnen genom korrespondens med deras vårdare Jean och Françoise d'Humières, men Katarina engagerade sig även hon i sina barns uppfostran och sände ofta personliga instruktioner till kungabarnens hushåll. Katarina yttrade sig under sin livstid om Diane de Poitiers endast en enda gång, i ett brev till sin dotter.  Där förklarade hon att älskarinnor som inte var diskreta utan gjorde offentlig skandal förtjänade att bestraffas, men att Diane de Poitiers alltid hade betett sig korrekt. 
Katarina var dock inte helt undanträngd från inflytande under sin makes regeringstid. Även om Henrik aldrig inledde något personligt kärleksförhållande med Katarina, hyste han en viss respekt för hennes förmåga. Han utnämnde henne till regent vid tre tillfällen när han var frånvarande i sina italienska krig: 1548, 1552, och 1553. Katarina anses ha skött sina regentuppdrag med skicklighet. 
Katarina hade sitt eget hov, där hon gynnade italienare, bland dem främst hennes kusiner ur familjen Strozzi, samt medlemmarna av familjen Gondi, som var släkt med hennes gunstling Marie-Catherine Gondi.  Detta var en tidsepok när hoven allmänt växte i Europa, och Katarinas hov var större än kanske någon drottning före henne.  När hon blev drottning fick hon ett hov på 353 personer, varav 40 hovdamer: en Première dame d'honneur, en dame d'atours, 22 dame d'honneurs (statsfruar) och 15 demoiselle d'honneur (hovfröknar).  Hennes hovdamer kom att kallas för "Den Flygande Skvadronen", och hon anklagades för att använda flera av dem som politiska agenter.  Bland hennes mest kända hovdamer fanns Claude Catherine de Clermont, Louise de Clermont och Charlotte de Sauve. 
Katarina gynnade på många sätt den italienska renässansen vid det franska hovet, och föredrog italienskt mode, mat och konst.  Katarinas betydelse som mecenat för den italienska renässanskonsten i Frankrike har ofta framhävts. 
Ett av hennes mer berömda intressen var ockultism, och det är känt att hon vid flera tillfällen rådfrågade spåmän och astrologer.  Bland dessa fanns Cosimo Ruggeri och Nostradamus.

### Änkedrottning

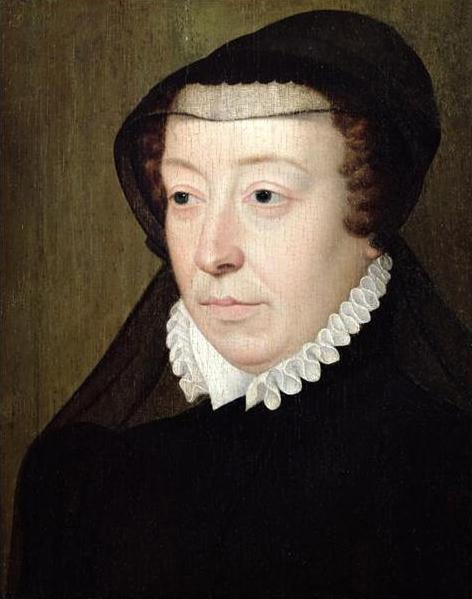
Katarina av Medici som änka och regent

År 1559 avled Henrik II av skadorna efter en olyckshändelse under en tornering vid firande av bröllopet mellan hans dotter Elisabet och kungen av Spanien.  Han efterträddes av sin och Katarinas son Frans II av Frankrike.  Katarina fick nu en framskjuten ställning som mor och rådgivare till kungen, och Diane de Poitiers förvisades från hovet.  Frans II var gift med Maria Stuart, vars släktingar, familjen de Guise, fick en stor maktställning under hans regeringstid, och som hamnade i motsättning till Katarina.  
När Frans II avled år 1560, gick tronen till hans yngre bror Karl IX av Frankrike som endast var nio år vid tillfället. Katarina lyckades utmanövrera familjen de Guise från makten och förklara sig själv som regent under sin sons minderårighet, sedan hon övertalat Anton av Bourbon att skriva över sin rätt att leda en förmyndarregering på henne.  Hon avslutade formellt sitt mandat som regent när hon år 1563 förklarade sin son myndig vid tretton års ålder, men behöll i praktiken större delen av regeringsmakten som Karl IX:s utslagsgivande rådgivare.  Som politiker kom Katarina att få ett rykte som oberäknelig och opålitlig, och hon beskylldes för att använda sig av gift mot politiska motståndare, tillverkad av hennes parfymör, René Bianchi. 
Som regent kunde Katarina fullt ut finansiera sina kulturella intressen, och det är från denna tid hennes mest berömda verk på detta område är kända. Bland de byggnadsverk hon uppförde var Tuilerierna.  Hon gjorde sig också känd för sina berömda hovfestivaler, kallade 'magnifikanser'; festligheter innehållande teater, balett, tablåer och konserter av ett slag som förut inte förekommit i Frankrike och som gjorde ett stort intryck på samtiden.  Åren 1564–1566 gjorde hon tillsammans med hela hovet en berömd propagandaresa runt hela Frankrike, avslutad med ett möte med sin dotter, drottning Elisabet av Spanien, vid spansk-franska gränsen. 
Under Katarinas tid vid makten växte antalet anhängare till protestantismen i Frankrike.  Från 1562 pågick de Franska religionskrigen i en serie av åtta uppblossande krig mellan protestanter och katoliker, som hade förödande effekter på det franska folket och på statens finanser. 
Katarina var personligen katolik och ointresserad av den nya religionen, men hon var ingen fanatiker.  Hon var intresserad av stabilitet och av att bevara tronen åt ätten Valois, det vill säga åt sina barn, och hon föredrog den linje som hon uppfattade skänkte mest stabilitet åt tronen. Den linjen var ofta en viss religiös tolerans.  

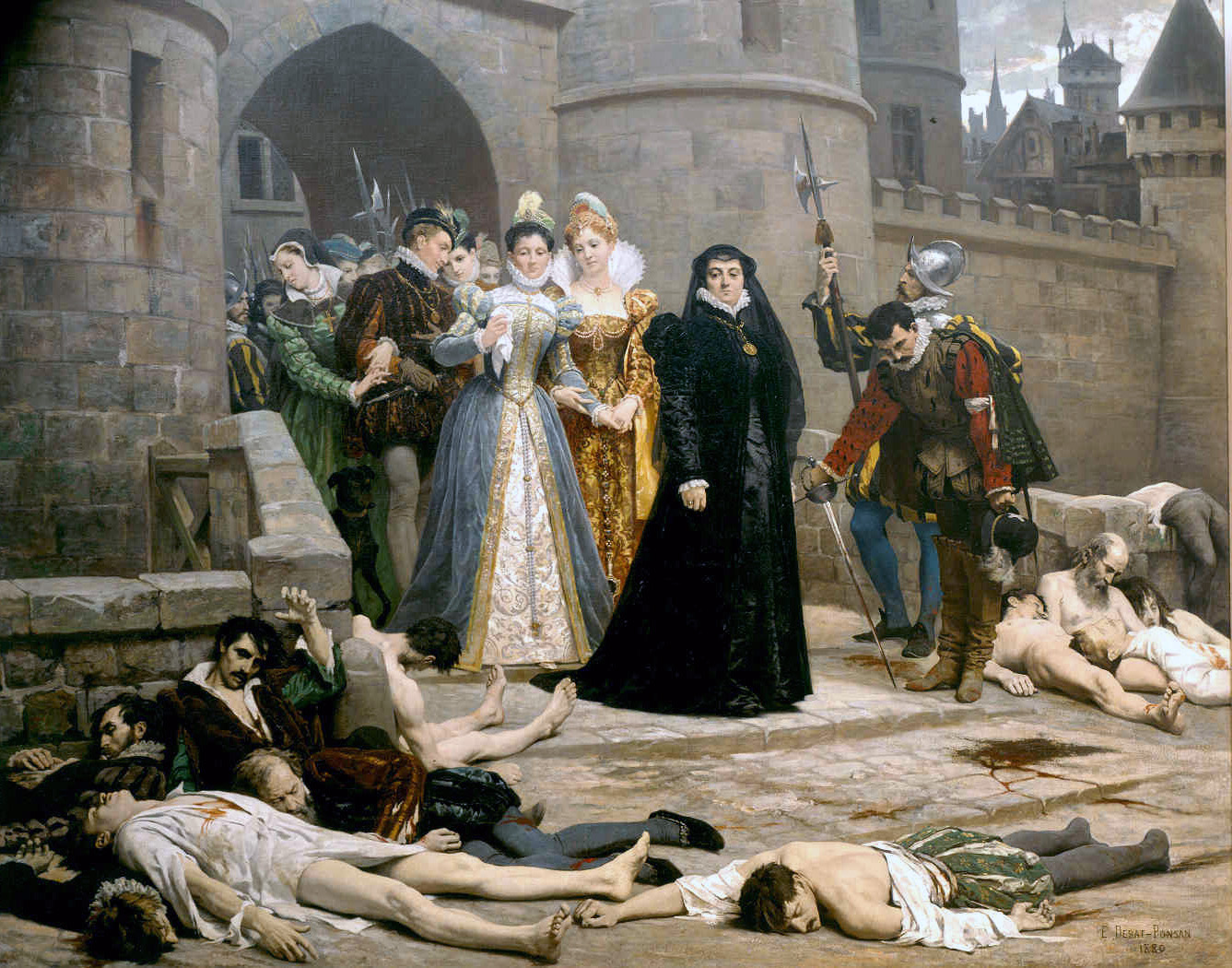
Katarina av Medici har historiskt getts skulden för Bartolomeimassakern.

I ett försök att skapa stabilitet genom religiös tolerans, arrangerade Katarina år 1572 ett symboliskt bröllop mellan sin dotter Margareta och de franska protestanternas ledare Henrik av Navarra.  Under bröllopet samlades den protestantiska eliten i det katolska Paris.  Den 24 augusti 1572 utbröt Bartolomeinattens blodbad i en massaker på protestanter i Paris.  Det påbörjades genom att man önskade ha ihjäl viktiga personer inom den protestantiska rörelsen, men urartade genom att de parisiska medborgarna hämningslöst mördade tillresta protestanter.  Katarinas roll i denna massaker är oklar, men hon har historiskt fått skulden för att ha planlagt massakern. 
År 1574 avled Karl IX och efterträddes av Katarinas favoritson, Henrik III av Frankrike. Henrik befann sig just då i Polen, där han hade valts till kung, och fram till att han hade nått fram till Paris, agerade Katarina ställföreträdande regent.  Till en början hade Katarina stort inflytande som rådgivare även över denne regent, men från 1586 gled hon ifrån den innersta kretsen av rådgivare till kungen.  
Katarina dog den 5 januari 1589 vid 69 års ålder, efter en tids sjukdom.

## Eftermäle
Katarina av Medici har historiskt ofta fått ett dåligt eftermäle. Hon har getts skulden för att ha legat bakom Bartolomeimassakern, och för att ha utövat ett illegitimt inflytande över politiken.  Hennes intresse för det ockulta gav henne ett dåligt rykte i hennes samtid, då det associerades med svartkonst. 
Samtidigt är hon också en central gestalt inom den franska renässansen, och har spelat en erkänt viktig roll för att sprida den italienska renässanskulturen i Frankrike. Hon är känd för sina berömda maskspel vid hovet, och introducerade baletten i Frankrike. Hon lät uppföra Tuilerierna och Hôtel de Soissons.
Katarinas migrän sägs ha blivit botad genom snusning av tobakspulver genom näsan.  Snuset levererades av Jean Nicot som introducerade tobak vid det franska hovet år 1560. Tobaksplantans äldre beteckning, herba cathariniana, kommer från henne.

## Barn
| Namn                    | Födelse           | Död              | Övrigt |
| ----------------------- | ----------------- | ---------------- | --- |
| Frans II av Frankrike   | 19 januari 1544   | 5 december 1560  | Gifte sig med Maria Stuart (1542–1587) år 1558. |
| Elisabeth av Valois     | 2 april 1545      | 3 oktober 1568   | Gifte sig med Filip II av Spanien (1527–1598) år 1559. |
| Claude av Valois        | 12 november 1547  | 21 februari 1575 | Gifte sig med Karl III, hertigen av Lorraine (1543–1608). |
| Ludvig av Frankrike     | 3 februari 1549   | oktober 1549     | Dog som spädbarn. |
| Karl IX av Frankrike    | 27 juni 1550      | 30 maj 1574      | Gifte sig med Elisabeth av Österrike (1554–1592) år 1570. |
| Henrik III av Frankrike | 19 september 1551 | 2 augusti 1589   | Gifte sig med Louise av Lorraine år 1575. Valdes till kung av Polen 1574, men var detta endast en kort tid.                                                   |
| Margareta av Valois     | 14 maj 1553       | 27 mars 1615     | Känd som Margot. Var gift med kungen av Navarra som senare blev Henrik IV av Frankrike innan han blev kung. Deras äktenskap upplöstes på grund av barnlöshet. |
| Frans av Alençon        | 18 mars 1555      | 19 juni 1584     | Bytte namn från Hercule till Frans och blev hertig av Alençon och Anjou.                                                                                      |
| Jeanne av Frankrike     | 24 juni 1556      | 24 juni 1556     | Tvillingsyster till Victoria, död vid födseln eller död kort därefter.                                                                                        |
| Victoria av Frankrike   | 24 juni 1556      | augusti 1556     | Tvillingsyster till Jeanne; dog som spädbarn. |